# Papuogryllacris dimidiata
Papuogryllacris dimidiata är en insektsart som först beskrevs av Brunner von Wattenwyl 1888.  Papuogryllacris dimidiata ingår i släktet Papuogryllacris och familjen Gryllacrididae.

## Underarter
Arten delas in i följande underarter:
- P. d. signicollis
- P. d. neuhaussi
- P. d. dimidiata
- P. d. chalybeata
- P. d. capucina